# Park Narodowy „Podyje”
Park Narodowy „Podyje” (czes. Národní park Podyjí) o powierzchni 63,0 km², utworzony 1 lipca 1991, graniczy z austriackim Parkiem Narodowym Doliny Dyi (Nationalpark Thayatal). Położony na skalistym Masywie Czeskim wzdłuż malowniczo meandrującego 40-kilometrowego odcinka rzeki Dyja między Vranovem na zachodzie, a Znojmem na wschodzie. Chroni naturalny kanion doliny rzeki Dyja o głębokości do 220 m. Unikatowy obszar wrzosowisk i stepów ze stanowiskami ciepłolubnej flory i fauny. Symbolem Parku Narodowego Doliny Dyi jest bocian czarny (Ciconia nigra), który gniazduje tu w liczbie 4–6 par (2006)
- najwyższy punkt: 536 m n.p.m. – (czes. Býčí hora, niem. Stierwiesberg), 3 km na południowy wschód od Vranova, na granicy czesko-austriackiej. Po stronie austriackiej Heimatkreuz (krzyż ojczyźniany).
- najniższy punkt: 207 m n.p.m. – równina Dyja w Znojmie

## Historia
Początki ochrony przyrody sięgają 1843, kiedy to właścicielem Vranova i rozległych okolic stał się polski magnat, hrabia Edward Stadnicki herbu Szreniawa. Jego syn, hrabia Adam Stadnicki, po ukończeniu wydziału leśnego politechniki w Monachium zajmował się gospodarką leśną. Wykupił lasy od Austriaków i jako pierwszy w Polsce (1906) założył w swoich prywatnych lasach rezerwaty przyrody (obecnie w Popradzkim Parku Krajobrazowym). Istnieją wszelkie przesłanki ku temu, że Stadniccy byli prekursorami ochrony przyrody także w lasach doliny Dyi. Ich działalność została nagle przerwana wybuchem II wojny światowej. Dopiero w 1978 utworzono CHKO Obszar chronionego krajobrazu Podyje. Obejmował głównie tereny przygraniczne z Austrią i nie był dostępny do zwiedzania. Po wielkich przemianach politycznych w 1989 wreszcie można było dokonać wszechstronnych badań naukowych tego unikatowego obszaru przyrodniczego, ustanawiając go w 1991 parkiem narodowym, by w końcu zaprezentować go i szeroko udostępnić społeczeństwu.

## Pomniki przyrody (PP)
- „Fládnitzské vřesoviště” („Wrzosowiska fladnickie”) – o powierzchni 4,03 ha, utworzony 12 kwietnia 2002, 0,5 km na północ od wsi Hnanice. Występują tu m.in. rzadkie, pięknie kwitnące rośliny: sasanka wielkokwiatowa (Pulsatilla grandis), dziewanna fioletowa (Verbascum phoeniceum), kocanka piaskowa (Helichrysum arenarium), a ze świata zwierząt modliszka zwyczajna (Mantis religiosa), jaszczurka zielona (Lacerta viridis) oraz niejadowity wąż gniewosz plamisty (Coronella austriaca).

- „Horáčkův kopeček” („Pagórek Horáčkův”) – o powierzchni 1,0 ha, utworzony 12 kwietnia 2002, 0,2 km na północny wschód od Popic koło Znojma. Skalisty pagórek z roślinnością stepowych muraw i formami krzaczastymi. Jedyne w całym Parku Narodowym stanowisko występowania kosaćca niskiego (Iris pumila). Inne unikatowe rośliny to malwa blada (Alcea biennis) i jastrzębiec żmijowcowaty (Hieracium echioides). Owady są reprezentowane przez chrząszcza kwietnicę węgierską (Protaetia /Netocia/ ungarica). Gniazduje tu śpiewająca jarzębatka (Sylvia nisoria).

- „Horecký kopec” („Wzgórze Horeckie”) – o powierzchni 1,4 ha, utworzony 12 kwietnia 2002, 1 km na południowy zachód od wsi Hnanice, nad granicą austriacką. Murawy stepowe z ciepłolubnymi krzewami i wrzosowiska na skalnym podłożu. Późnym latem obficie kwitnie chroniona ożota zwyczajna (Aster linosyris). Inne pięknie kwitnące kwiaty: sasanka wielkokwiatowa (Pulsatilla grandis) i róża francuska (Rosa gallica). Wśród chrząszczy, z bogatkowatych (Habroloma geranii) żyjący na bodziszku czerwonym (Geranium sanguineum) i z kózkowatych zgrzytnica (Agapanthia dahli).

## Turystyka
- piesza – sieć znakowanych szlaków o całkowitej długości 76 km (najdłuższy szlak to czerwony ze Znojma do Vranova)
- rowerowa – sześć znakowanych tras czesko-austriackich
- wodna (rekreacyjna) – zbiornik wodny Vranov nad Dyjí

Utrzymaniem stanu tras znakowanych zajmuje się KČT (Klub Czeskich Turystów) z ponad 100-letnią tradycją uprawiania i krzewienia turystyki pieszej w rejonie Znojma i Vranova. Pierwsze szlaki były wyznakowane już w roku 1883, przez działaczy znojemskiej sekcji austriackiego klubu turystycznego.

## Galeria

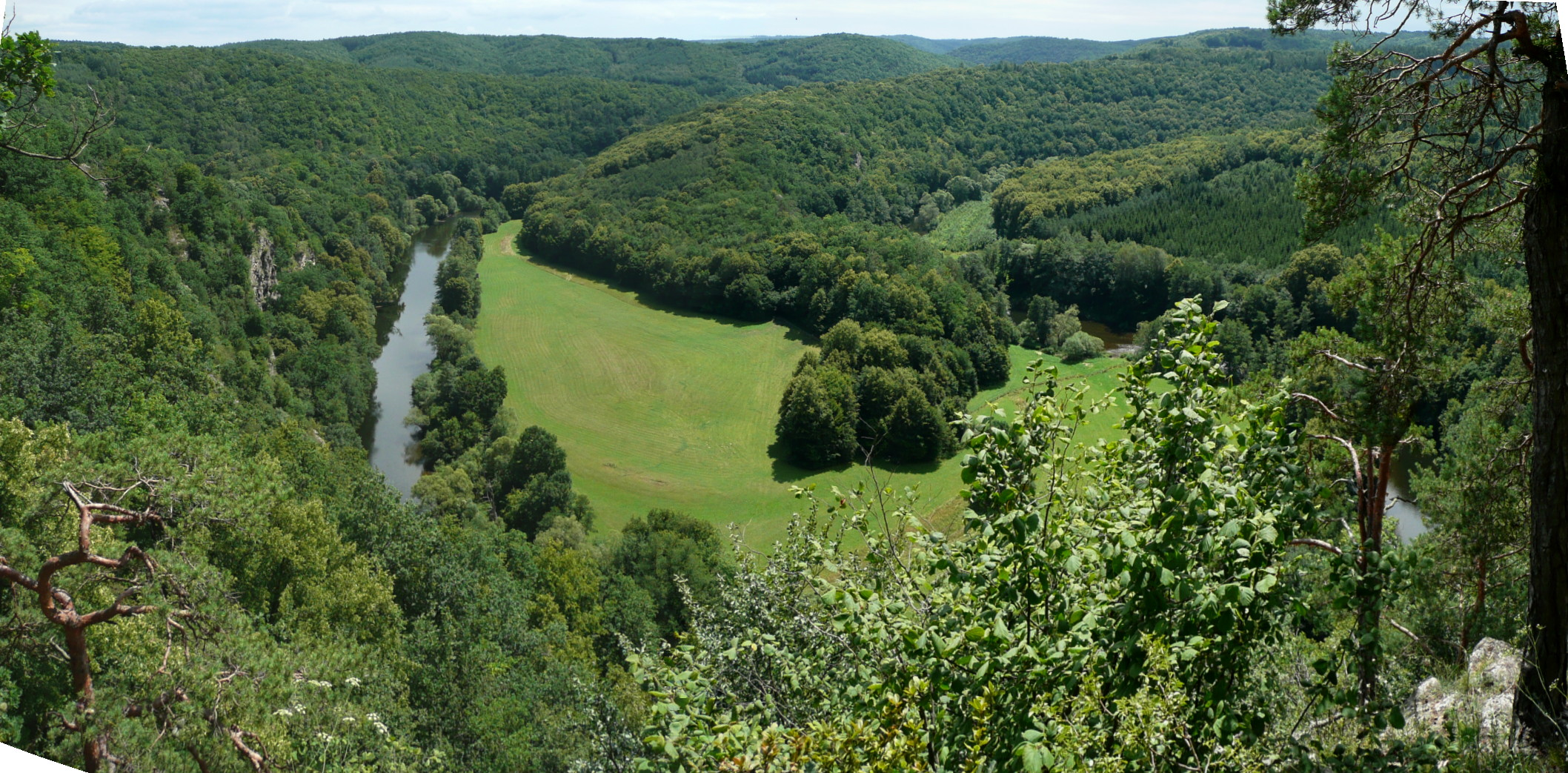
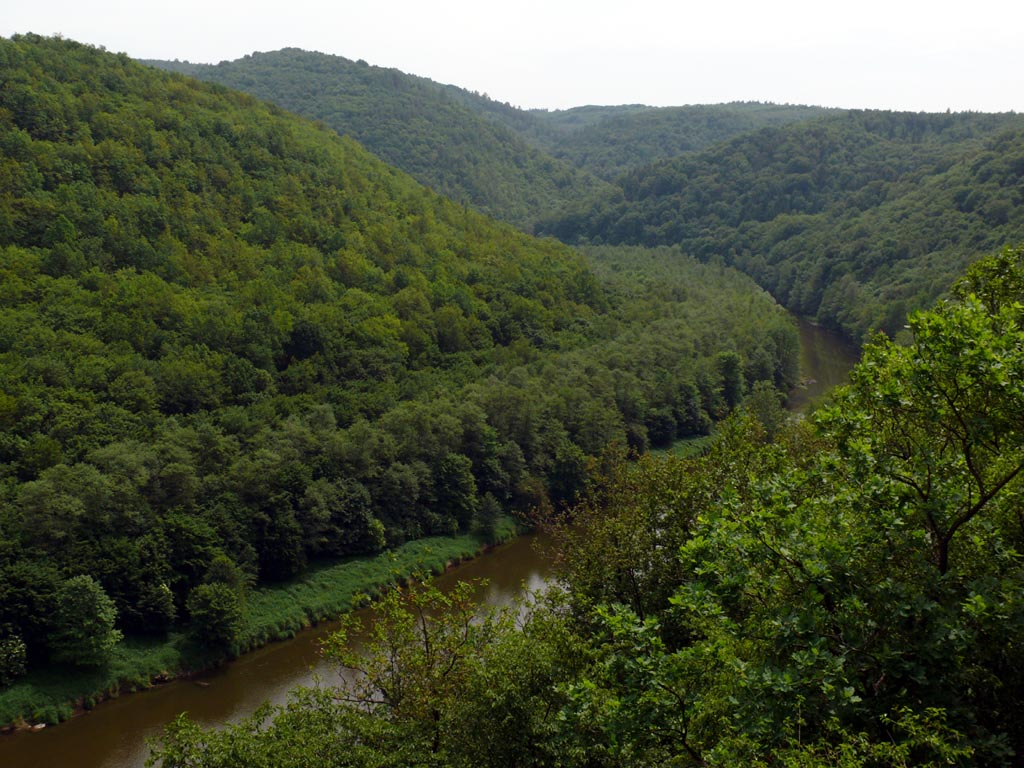
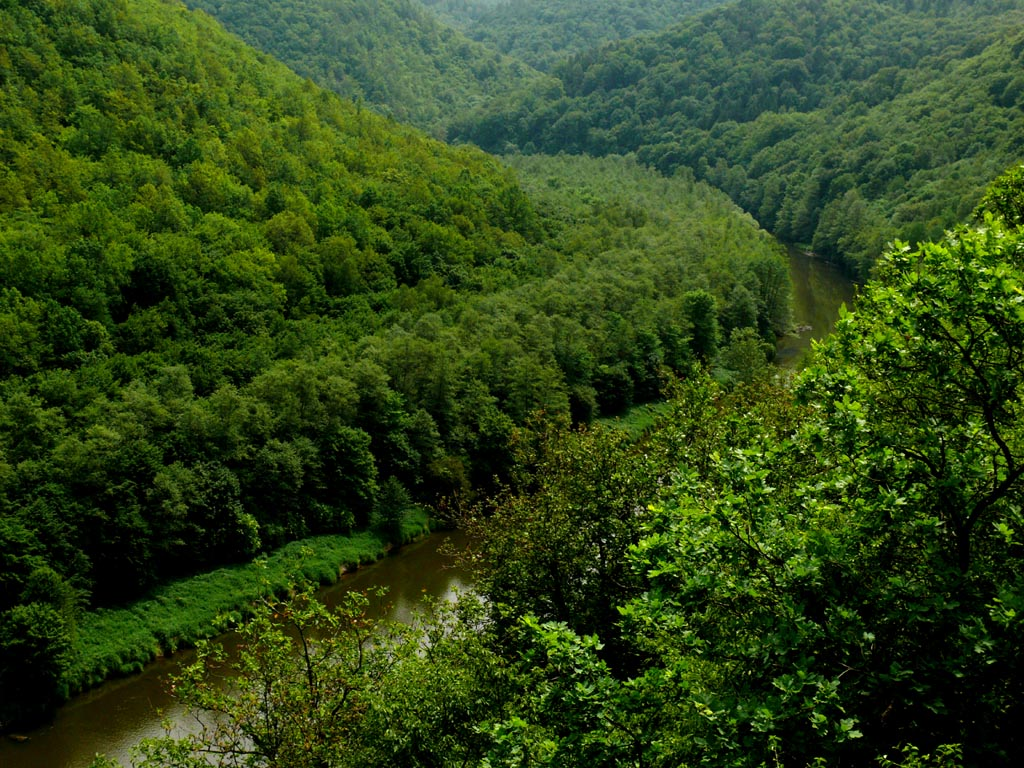
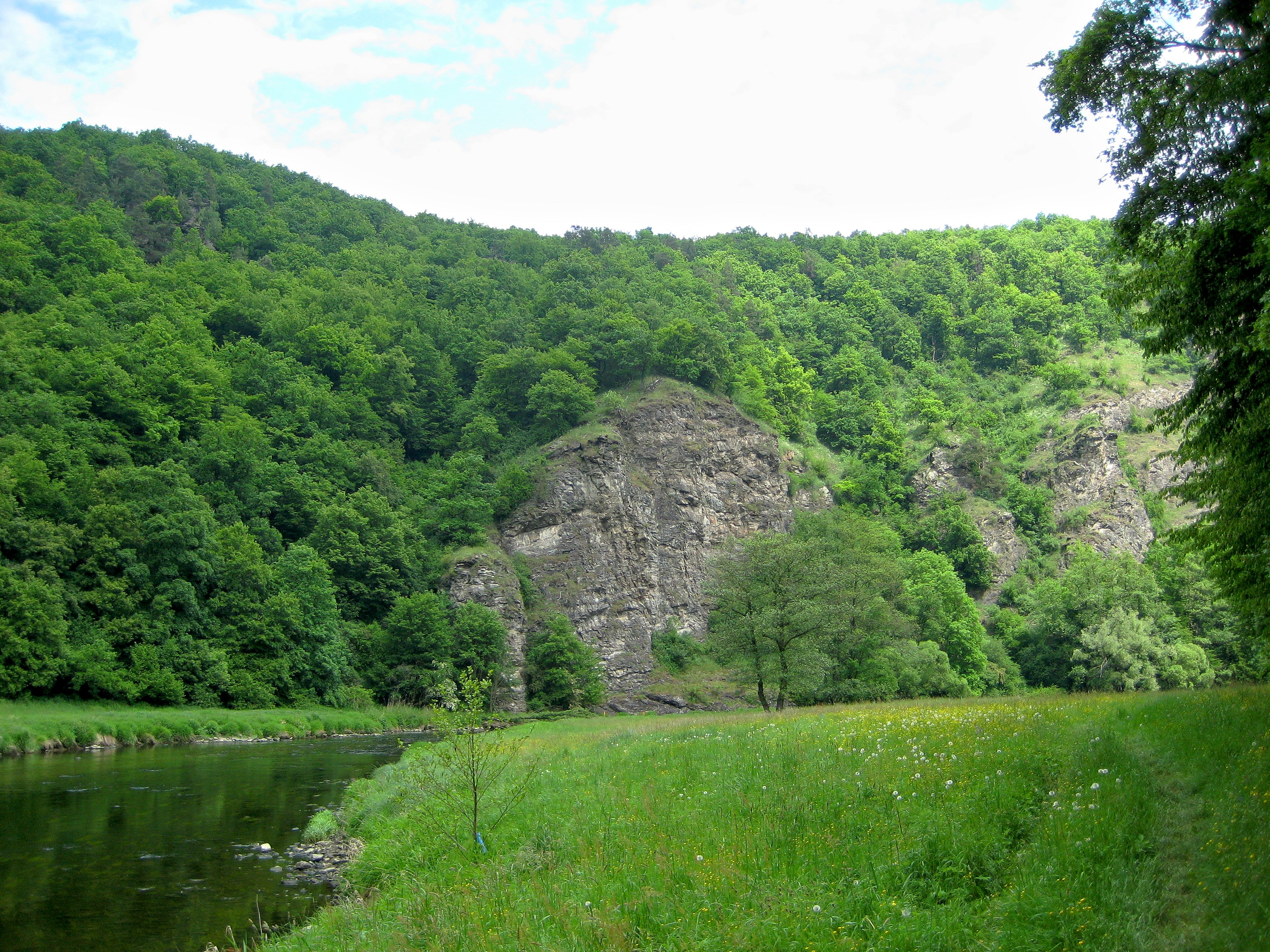
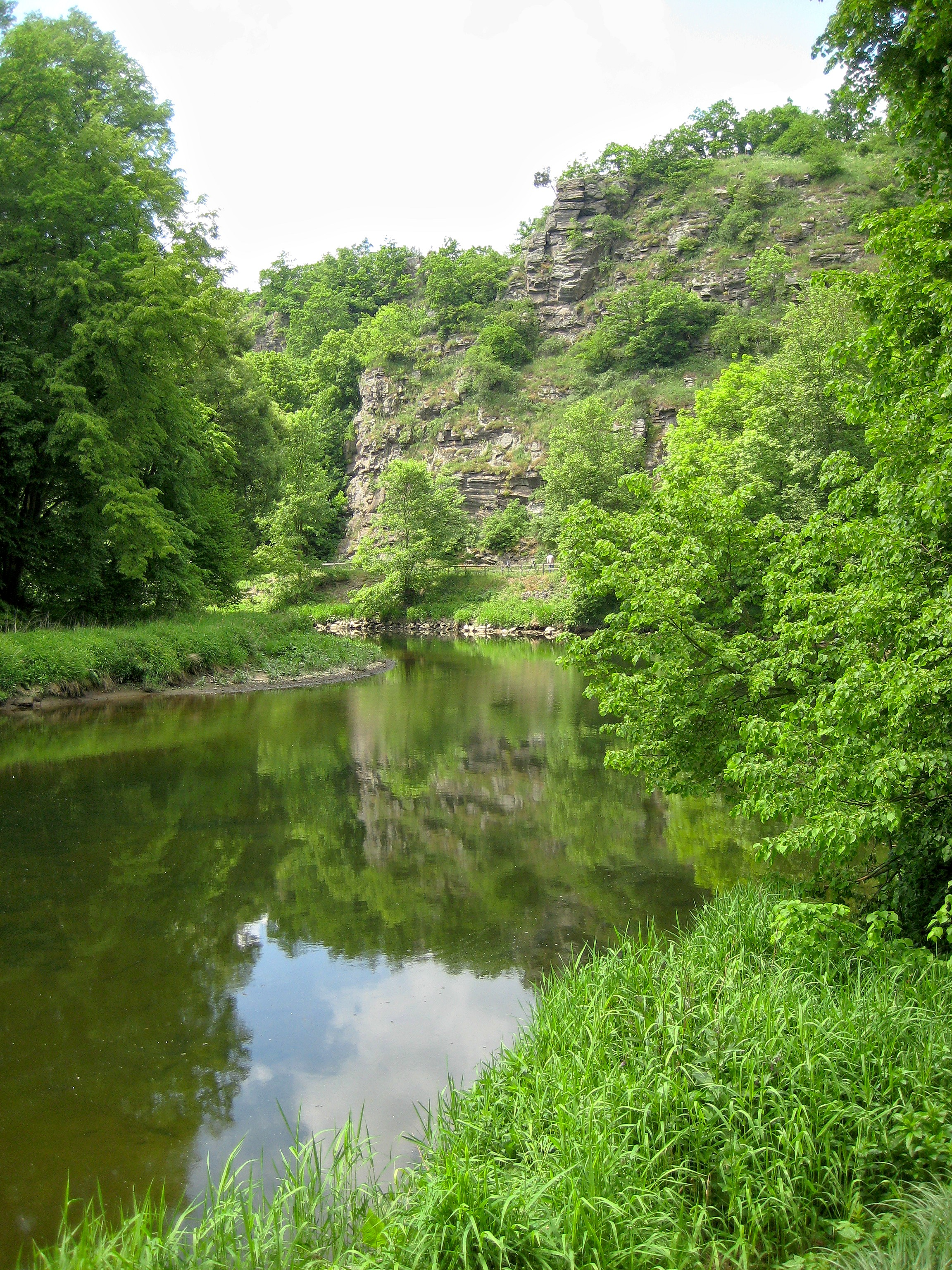
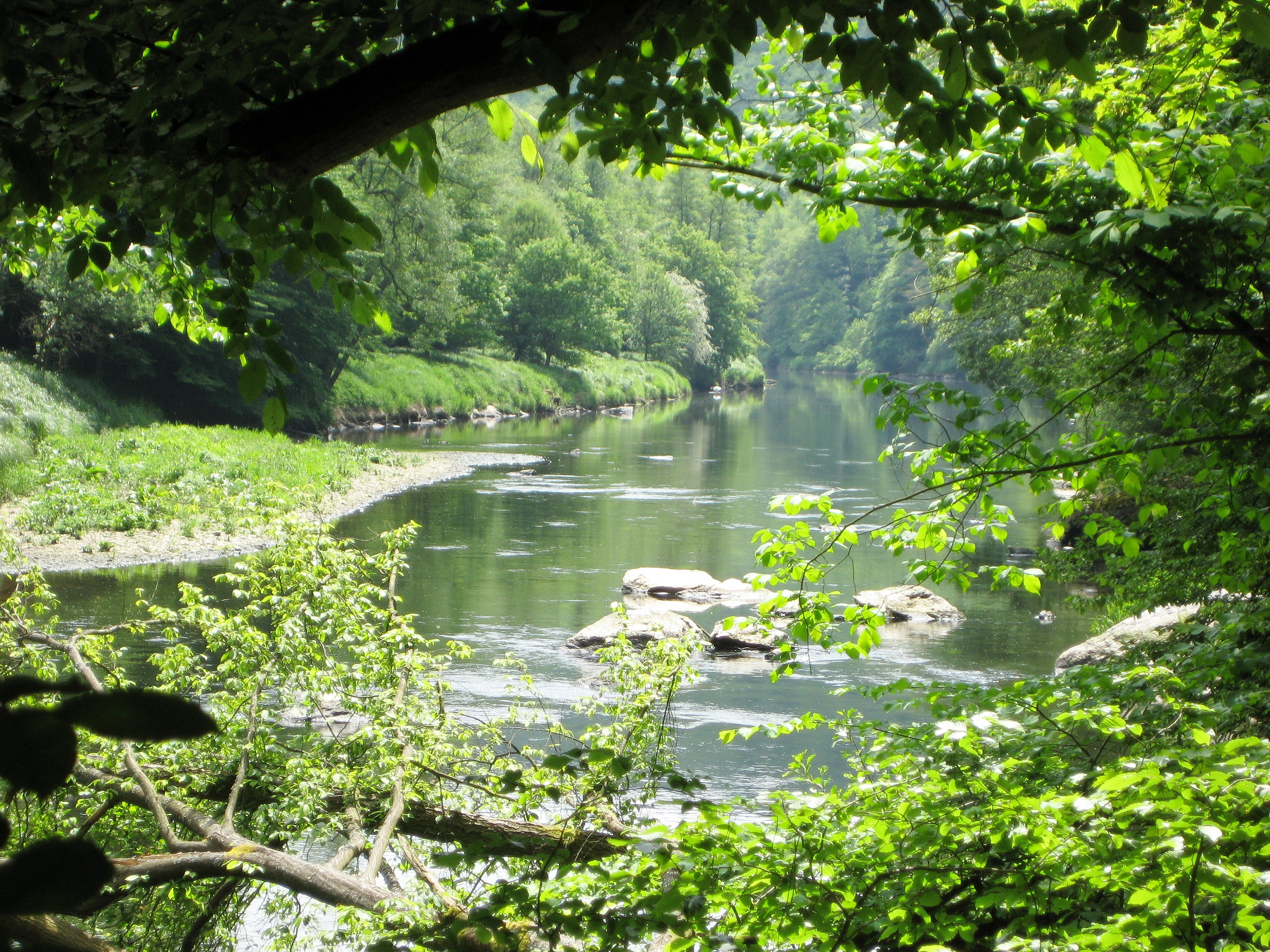